# 何秀汶
何秀汶（英語：Mabel Hawkett，1952年—）於1970年度香港小姐競選奪得冠軍，她於同年7月代表香港參加在美國邁亞密舉行的1970年度環球小姐競選獲得前15名。

## 背景
何秀汶是中西混血兒，她畢業於聖瑪嘉烈學校，在參加選美前在露華濃化妝學校任職顧問，何秀汶是家中的六個兄弟姊妹之一，她排行第四。

## 選美

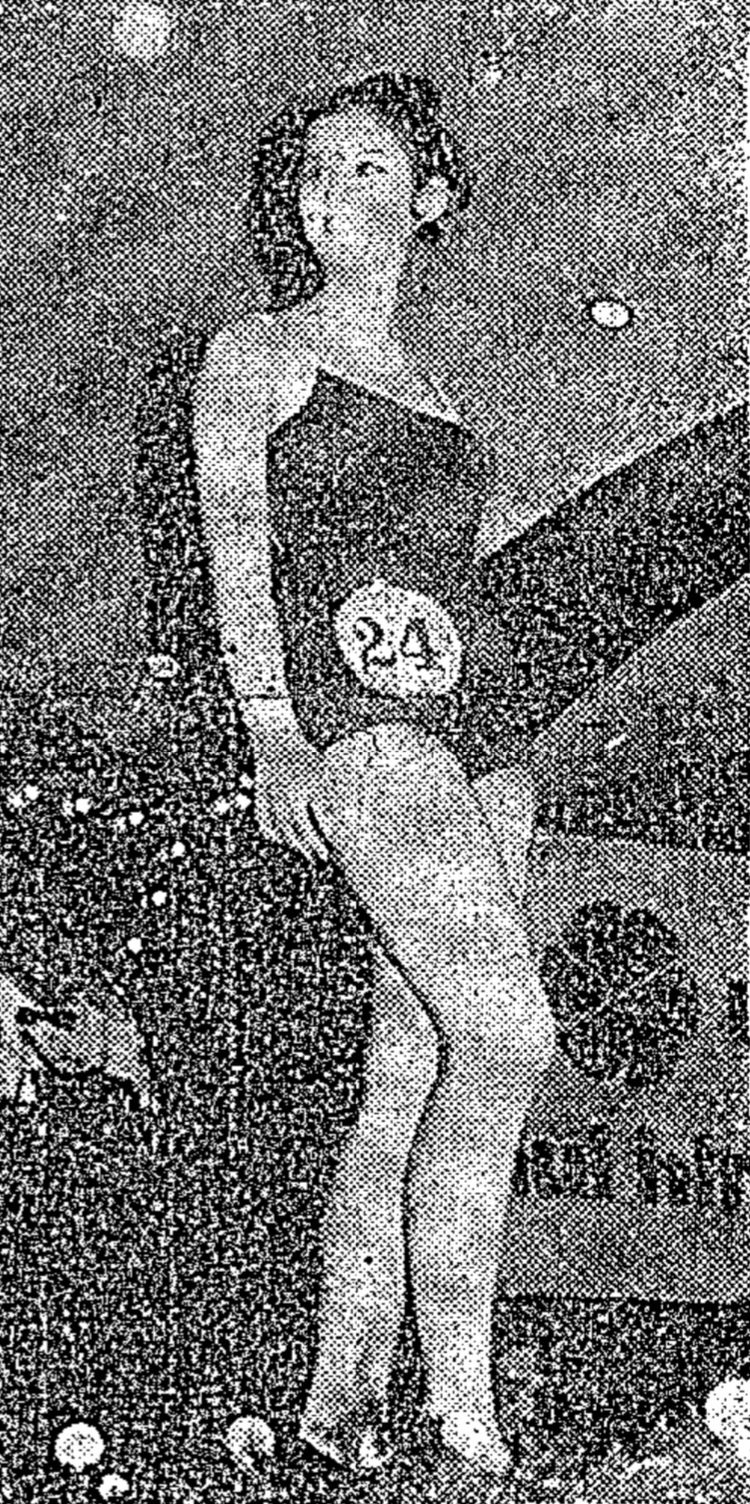
24號何秀汶在1970年度香港小姐競選的泳裝演出

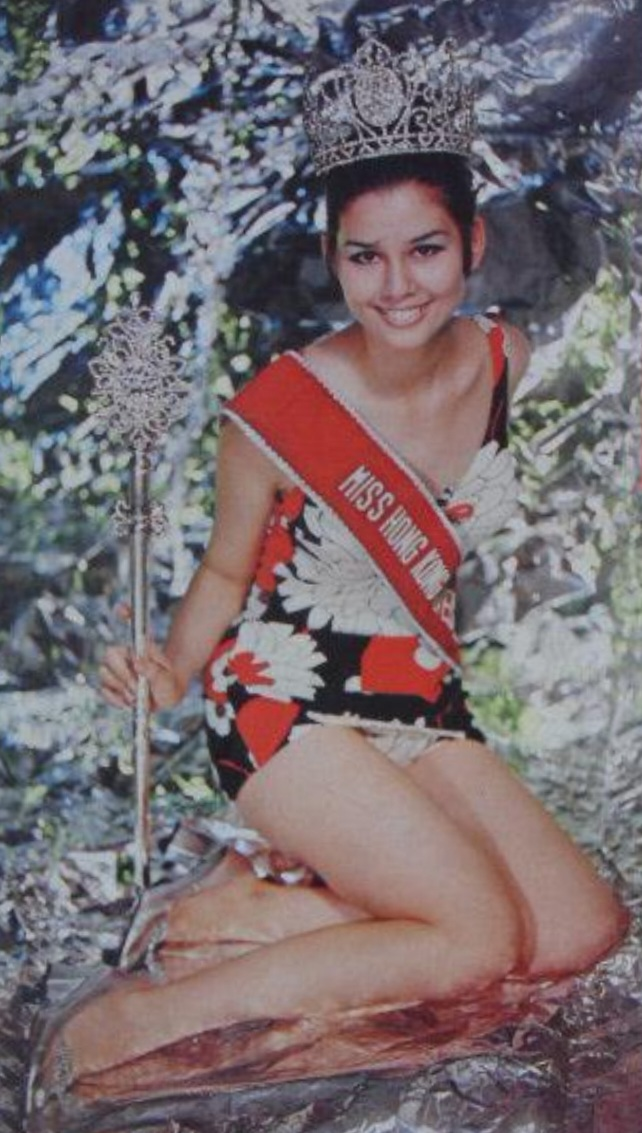
何秀汶當選1970年香港小姐後，於同年7月刊載於雜誌的封面照

1970年度香港小姐競選於5月舉行，由於需要符合1970年度環球小姐的參賽要求，所以規定本屆港姐的參賽佳麗需要符合香港出生的條件。時年18歲的何秀汶報名參賽，獲大會分配的參賽號碼24，並在5月22日初賽中入圍決賽。
1970年度港姐決賽於1970年5月30日在香港島中環香港希爾頓酒店大禮堂舉行。這屆香港小姐競選首次由免費電視台向全港觀眾播放，當晚無綫電視翡翠台直播決賽盛況，無綫電視又派出許冠文擔任大會司儀，評判團由6男2女組成。入圍決賽的佳麗先後穿著便服、晚禮服及泳裝出場，原本有12位佳麗出場，但18號佳麗羅安娜因為後來發現不符合香港出生的參賽資格而需要退賽，但仍有在現場觀賽。5月31日凌晨12時10分，大會宣布賽果，18歲的何秀汶奪得第一名，何秀汶登上寶座，並由知名亞洲國語電影女演員李菁加冕為1970年度香港小姐冠軍。何秀汶其後出席贊助商的頒獎禮，其中一份獎品是芝柏錶行送贈價值4,600港元的鑽石腕錶。
1970年度環球小姐競選於7月在美國佛羅里達州邁亞密舉行，香港小姐何秀汶代表香港出賽，她於6月15日從香港飛往日本東京，在日本逗留至6月底，再繼續前往美國邁亞密的行程。何秀汶從香港出發前獲三家贊助機構在銅鑼灣紅寶石酒樓設宴餞行。
1970年7月11日，1970年度環球小姐於美國佛羅里達州邁亞密舉行，在64位來自世界各地的佳麗中，香港代表何秀汶入圍15名內的名次。

## 成為傳媒焦點
何秀汶在1970年5月當選香港小姐冠軍，7月在美國代表香港參加環球小姐入圍前15名但落選，於同年除了參加選美的新聞外，最矚目的便是她與溫拿樂隊成員陳百祥傳出緋聞，並成為當時大眾茶餘飯後的話題，傳媒報導稱何秀汶當時已有男友但移情別戀愛上陳百祥，也有指是陳百祥受到何秀汶的美貌吸引而作出追求，但何秀汶只是陳百祥的其中一位女友，其後何秀汶的前男友不忿被陳百祥挖牆腳，於是將戀情問題向明報報料，該報社所屬的《明報周刊》隨後以「香港小姐何秀汶情書」為標題作出爆料報導，更刊出據稱是何秀汶寫給陳百祥的情信，被認為是香港首次對藝人私生活進行爆料的專題報導，也因為大眾對港姐和藝人的私生活感到好奇，本來銷量平平的《明報周刊》於這期被搶購一空。

## 曾參加選美比賽
- 1970年香港小姐：冠軍
- 1970年環球小姐：前15名